# Casa di Bahá'u'lláh
La Casa di Bahá'u'lláh  di Baghdad, nota anche come La più grande casa o  Bayt-i-A'zam o la Casa di Dio, è l'edificio in cui  Bahá'u'lláh, il fondatore della religione bahai visse dal 1853 al 1863.

## Storia
Durante una fase che va dal 1853 al 1863, Bahá'u'lláh, per due anni, lasciò la famiglia in quella casa allorquando si recò tra le montagne del Kurdistan, vicino alla città di Sulaymaniyah, a nord-est di Baghdad.
Negli anni '20 la casa fu confiscata dalle autorità sciite, ostili verso la Fede bahá'í.
Il Consiglio della Lega delle Nazioni, nel 1929, ha avallato la richiesta dei Bahá'í di restituzione della casa, ma senza alcun risultato pratico in quanto la casa finora non è mai stata restituita dalle autorità sciite alla Comunità bahá'í.

## Prescrizioni religiose
La casa si trova a Baghdad nel distretto di Kadhimiya, vicino alla sponda occidentale del fiume Tigri.
Nel Kitáb-i-Aqdas, un'opera basilare di Bahá'u'lláh, la casa è prescritta come meta di pellegrinaggio ed è considerata dai Bahá'í un luogo sacro.
La casa di Bahá'u'lláh è destinata ad essere una delle due storiche case meta di pellegrinaggio, ciò è ovviamente condizionato alla possibilità di poterlo fare una volta nella vita, e quindi ci sia piena libertà di poterlo fare e non si frappongano ostacoli di alcuna natura. Tale pellegrinaggio baha'i è prescritto nel Kitáb-i-Aqdas, ma tale potenziale dovere non può essere tuttora adempiuto per impedimenti di natura politica.